# Dreta Unida (Polònia)
La Dreta Unida (en polonès: Zjednoczona Prawica, inicialment Polònia Justa, Sprawiedliwa Polska) és un grup parlamentari impulsat per Polònia Sobirana i Polònia Unida, i a partir de 2015, després de la seva col·laboració amb Llei i Justícia a les eleccions legislatives, s'ha transformat en la seva marca per a següents eleccions al país. L'aliança va matenir l'hegemonia política al país des de les eleccions de 2015 fins a la seva derrota al 2023.

## Història
L'aliança es va formar inicialment al 2014 pels partits Polònia Sobirana i Polònia Unida, que van crear un grup parlamentari conjunt anomenat Polònia Justa. Posteriorment, van acordar la seva col·laboració amb Llei i Justícia, integrant-se al seu grup i a les llistes per a les eleccions locals del mateix any i a les legislatives de 2015. En aquestes, hi participarien altres formacions minoritàries com la Facció Piast o Dreta de la República.
Al llarg de la legislatura, la coalició va ampliar la seva majoria absoluta amb dissidents provinents del PSL, la Plataforma Cívica, Modern o Kukiz'15. Tanmateix, el partit fundador Polònia Unida es va dissoldre al 2017 en benefici de la nova organització Acord, que arreplegava dissidents de diferents partits o coalicions de la dreta polonesa, la qual va integrar-se a Dreta Unida. Al 2018, s'hi va afegir el partit Lliure i Solidària, que era una escissió de Kukiz'15, participant de la coalició fins al 2019.
A les eleccions legislatives de 2019, tot i mantenir resultats al Sejm i aconseguir donar continuïtat al govern conservador, van perdre el control del Senat, afectant al desenvolupament de la legislatura i desgastant al govern. Per altra banda, Llei i Justícia va dependre d'un major pes dins el grup parlamentari dels partits aliats, originant-se diferents desacords que van posar a prova la coalició.
El 20 de juny de 2021 es va produir la reactivació i transformació en partit d'Els Republicans, associació de dretes que va escindir-se de Llei i Justícia al 2013 i va participar durant un temps a Kukiz'15. El nou partit s'incorporaria a la coalició com a membre de ple dret, fusionant-se definitivament a Llei i Justícia al 2023.
A l'agost de 2021, desacords polítics entorn el Pla de Recuperació després del Covid-19 i els canvis en la llei de mitjans van provocar la destitució del Viceprimer Ministre Jarosław Gowin, el qual retiraria a Acord de la coalició. Els conservadors van superar temporalment la crisi incorporant a diputats dissidents d'Acord (els quals formarien l'ONRP) i a Kukiz'15 com a suport extern del govern, però van perdre definitivament la majoria al Sejm al 2022.
A les eleccions legislatives de 2023, tot i mantenir-se com a primera força política, la coalició va perdre la majoria a les dues cambres possibilitant la formació del tercer gabinet de Donald Tusk, passant així a l'oposició. A les eleccions locals de 2024, tot i la baixada d'escons van mantenir-se com a guanyadors, i a les eleccions europees de 2024 van ser derrotats per la Coalició Cívica.
El 12 d'octubre de 2024 el partit fundador Polònia Sobirana va fusionar-se amb Llei i Justícia, provocant que la coalició només estigués composta pels conservadors, l'ONRP i membres independents.

## Composició
| Partit | Partit                               | Partit                               | Anys  | Ideologia                    | Pos.        | Líder              | MPs       | Senadors | MEPs    | Sejmiks   |
| ------ | ------------------------------------ | ------------------------------------ | ----- | ---------------------------- | ----------- | ------------------ | --------- | -------- | ------- | --------- |
|        | Llei i Justícia                      | Llei i Justícia                      | 2014– | Conservadorisme nacionalista | Dreta       | Jarosław Kaczyński | 171 / 460 | 29 / 100 | 20 / 53 | 206 / 552 |
|        | Renovació de la República de Polònia | Renovació de la República de Polònia | 2021– | Conservadorisme              | Centredreta | Marcin Ociepa      | 5 / 460   | 0 / 100  | 0 / 52  | 3 / 552   |
|        | Independents                         | (MPs)                                | 2020– | N/A                          | N/A         | N/A                | 0 / 460   | 3 / 100  | 0 / 52  | 0 / 552   |

### Antics membres
| Partit | Partit                | Anys      | Ideologia                    | Pos.        | Líder              | Notes                                 |
| ------ | --------------------- | --------- | ---------------------------- | ----------- | ------------------ | ------------------------------------- |
|        | Polònia Sobirana      | 2014–2024 | Conservadorisme social       | Ultradreta  | Zbigniew Ziobro    | Fusionat a PiS.                       |
|        | Facció Piast          | 2014-2024 | Agrarisme                    | Centredreta | Zdzisław Podkański | Dissolt per falta d'activitat.        |
|        | Polònia Unida         | 2014–2017 | Conservadorisme liberal      | Centredreta | Jarosław Gowin     | Fusionat al nou partit Acord.         |
|        | Dreta de la República | 2015–2017 | Conservadorisme cristià      | Dreta       | Marek Jurek        | Desacords polítics.                   |
|        | Partit Republicà      | 2017–2019 | Republicanisme               | Dreta       | Marek Wróbel       | Partit dissolt.                       |
|        | Acord                 | 2017–2021 | Conservadorisme liberal      | Centredreta | Jarosław Gowin     | Desacords polítics.                   |
|        | Lliure i Solidària    | 2018–2019 | Solidarisme                  | Dreta       | Kornel Morawiecki  | Desacords polítics i dissolt al 2020. |
|        | Els Republicans       | 2021–2023 | Conservadorisme nacionalista | Dreta       | Adam Bielan        | Fusionat a PiS.                       |
|        | Kukiz'15              | 2021–2023 | Conservadorisme              | Centredreta | Paweł Kukiz        | Desacords polítics.                   |

## Resultats electorals
La diferència entre l'anomenada Polònia A i B és particularment evident en els patrons de votació de les dues regions. Des de l'any 2005, quan Polònia va aplicar un reajustament en el seu sistema polític, els residents de l'anomenada Polònia A han donat històricament suport a la Plataforma Cívica, mentre que els residents de Polònia B (excepte Varsòvia), en canvi, tendeixen a donar suport a Llei i Justícia i a la seva coalició.

Resultats de les eleccions legislatives de 2023, en blau el suport a Dreta Unida. S'observa amb claredat les dues Polònies.

### Sejm
| Any  | Líder              | Vots      | %         | Escons    | +/– | Govern   |
| ---- | ------------------ | --------- | --------- | --------- | --- | -------- |
| 2015 | Jarosław Kaczyński | 5,711,687 | 37.6 (#1) | 235 / 460 | 78  | Coalició |
| 2019 | Jarosław Kaczyński | 8,051,935 | 43.6 (#1) | 235 / 460 | =   | Coalició |
| 2023 | Jarosław Kaczyński | 7,640,854 | 35.4 (#1) | 194 / 460 | 41  | Oposició |

### Presidencials
| Any  | Candidat                | 1a volta  | 1a volta   | 2a volta   | 2a volta   | Resultat |
| Any  | Candidat                | Vots      | %          | Vots       | %          | Resultat |
| ---- | ----------------------- | --------- | ---------- | ---------- | ---------- | -------- |
| 2015 | Andrzej Duda            | 5,179,092 | 34,8 / 100 | 8,630,627  | 51,6 / 100 | Elegit   |
| 2020 | Suport a Andrzej Duda   | 8,450,513 | 43,5 / 100 | 10,440,648 | 51 / 100   | Elegit   |
| 2025 | Suport a Karol Nawrocki | 5,790,804 | 29,5 / 100 | 10,606,877 | 50,9 / 100 | Elegit   |

### Parlament Europeu
| Any  | Líder              | Vots      | %          | Escons  | +/– | Grup |
| ---- | ------------------ | --------- | ---------- | ------- | --- | ---- |
| 2019 | Jarosław Kaczyński | 6,192,780 | 45.38 (#1) | 27 / 51 | Nou | ECR  |
| 2024 | Jarosław Kaczyński | 4,253,169 | 36.16 (#2) | 20 / 53 | 7   | ECR  |